# Бийер (округ По)
Бийе́р (фр. Billère) — коммуна во Франции, находится в регионе Аквитания. Департамент — Атлантические Пиренеи. Административный центр кантона Бийер-э-Кото-де-Жюрансон. Округ коммуны — По.
Код INSEE коммуны — 64129.

## География
Коммуна расположена приблизительно в 660 км к югу от Парижа, в 175 км южнее Бордо, в 2 км к северу от По.

### Климат
Климат тёплый океанический. Зима мягкая, средняя температура января — от +5°С до +13°С, температуры ниже −10 °C бывают редко. Снег выпадает около 15 дней в году с ноября по апрель. Максимальная температура летом порядка 20-30 °C, выше 35 °C бывает очень редко. Количество осадков высокое, порядка 1100 мм в год. Характерна безветренная погода, сильные ветры очень редки.

## Население
Население коммуны на 2012 год составляло 13 367 человек.
| 1962 | 1968   | 1975   | 1982   | 1990   | 1999   | 2010   |
| ---- | ------ | ------ | ------ | ------ | ------ | ------ |
| 7289 | 13 382 | 14 657 | 13 138 | 12 570 | 13 398 | 13 367 |

## Экономика
В 2010 году среди 8426 человек трудоспособного возраста (15-64 лет) 6596 были экономически активными, 1830 — неактивными (показатель активности — 78,3 %, в 1999 году было 74,4 %). Из 6596 активных жителей работали 5831 человек (2961 мужчина и 2870 женщин), безработных было 765 (331 мужчина и 434 женщины). Среди 1830 неактивных 661 человек были учениками или студентами, 686 — пенсионерами, 483 были неактивными по другим причинам.